# Liste der Naturdenkmale in Arnsdorf

Wappen von Arnsdorf

Lage von Arnsdorf

In der Liste der Naturdenkmale in Arnsdorf werden die Naturdenkmale und Flächennaturdenkmale in der sächsischen Gemeinde Arnsdorf und ihren Ortsteilen Fischbach, Kleinwolmsdorf und Wallroda im Landkreis Bautzen aufgeführt.
Bisher sind lt. Quellen 8 Einzel-Naturdenkmale und 2 Flächennaturdenkmale bekannt und hier aufgelistet.
Die Angaben der Liste basieren auf Daten des Staatsbetriebs Geobasisinformation und Vermessung Sachsen. und den Daten auf dem Geoportal des Landkreises Bautzen.

## Definition
„Naturdenkmäler sind rechtsverbindlich festgesetzte Einzelschöpfungen der Natur oder entsprechende Flächen bis zu fünf Hektar, deren besonderer Schutz erforderlich ist
1. aus wissenschaftlichen, naturgeschichtlichen oder landeskundlichen Gründen oder
2. wegen ihrer Seltenheit, Eigenart oder Schönheit.“

„§ 18 – Naturdenkmäler – (zu § 28 BNatSchG)
(1) Die Erklärung nach § 22 Abs. 1 BNatSchG von Teilen von Natur und Landschaft als Naturdenkmal erfolgt durch Rechtsverordnung oder Einzelanordnung.
(2) Über § 28 Abs. 1 BNatSchG hinaus können Naturdenkmäler zur Sicherung von Lebensgemeinschaften oder Lebensstätten von im Bestand gefährdeten oder streng geschützten Arten festgesetzt werden.“

## (Einzel-)Naturdenkmale (ND)
Link zu einem Kartenansichtstool, um Koordinaten zu setzen.
| Bild                          | Bezeichnung              | Lage | Beschreibung | Datum  | Nummer |
| ----------------------------- | ------------------------ | --- | --- | ------ | ------ |
| Fotos hochladen               | Hängeweide               | Arnsdorf auf dem Gelände des Sächsischen Krankenhauses Arnsdorf an der Friedrich-Wolf-Straße. Vor der ehemaligen Schesternschule (Gebäude A7) (51° 5′ 37,4″ N, 13° 59′ 29,3″ O) | Trauerweide (nicht mehr vorhanden, Reste liegen noch am ehemaligen Standort) Rechtsgrundlage 8-1/58                                                                              |        | ND 175 |
| mehr Fotos \| Fotos hochladen | Eiche                    | Arnsdorf auf dem Gelände der Kindertagesstätte Am Karswald an der Kreuzung Hufeland- und Karswaldstraße (51° 5′ 34,5″ N, 13° 59′ 22,9″ O)                                       | Traubeneiche (Quercus petraea) Rechtsgrundlage 8-1/58 |        | ND 176 |
| BW                            | Buchengruppe             | Kleinwolmsdorf im Lehngut gegenüber der Kirche neben dem Gebäude der Freiwilligen Feuerwehr Kleinwolmsdorf (51° 5′ 46,8″ N, 13° 56′ 53,7″ O)                                    | | 8-1/58 | ND 177 |
| Fotos hochladen               | Baumgruppe an der Kirche | Arnsdorf an der Evangelischen Kirche Arnsdorf zwischen Stolpener Str. und Hauptstr. (51° 5′ 50,7″ N, 13° 59′ 30,6″ O)                                                           | Baumgruppe (5 Einzelbäume) | 8-1/58 | ND 178 |
| Fotos hochladen               | Eiche                    | Fischbach neben Haus Kirchstraße 89 (51° 4′ 44,1″ N, 14° 1′ 20,8″ O) | | 8-1/58 | ND 179 |
| Fotos hochladen               | Baumgruppe               | Fischbach am südl. Ortsausgang des Dorfes, kurz vor der Bundesstraße 6 (51° 4′ 35″ N, 14° 1′ 33″ O)                                                                             | Baumgruppe aus 7 Ahornbäumen und 2 Linden | 8-1/58 | ND 180 |
| Fotos hochladen               | Eiche                    | Wallroda an der Fiebiggasse (51° 6′ 49,5″ N, 13° 57′ 40,6″ O) | | 8-1/58 | ND 182 |
| Fotos hochladen               | Stieleiche               | Wallroda (51° 7′ 16,4″ N, 13° 56′ 48,1″ O) | Stieleiche (Quercus robur) im LSG Hüttertal am versiekten Schafbornbach direkt am Kohlsdorfweg zum Felixturm, unmittelbar an der Gemarkungsgrenze zwischen Arnsdorf und Radeberg | 8-1/58 | ND 185 |

## Flächen-Naturdenkmale
Link zu einem Kartenansichtstool, um Koordinaten zu setzen.
| Bild            | Bezeichnung                                  | Lage | Beschreibung                                                                                     | Datum          | Nummer    |
| --------------- | -------------------------------------------- | --- | ------------------------------------------------------------------------------------------------ | -------------- | --------- |
| Fotos hochladen | Röder/Steinbach südlich von Kleinröhrsdorf   | Wallroda an der Mündung Große Röder / Steinbach südlich von Kleinröhrsdorf (51° 7′ 14,5″ N, 13° 58′ 20,1″ O) | Fläche von ca. 0,7 Hektar, zum Teil in der Gemarkung Kleinröhrsdorf gelegen                      | B-Nr. 64-18/90 | FND 14/06 |
| Fotos hochladen | Waldhyazinthenvorkommen am Bahndamm Wallroda | Wallroda am Bahndamm Wallroda (51° 6′ 48,4″ N, 13° 59′ 13,5″ O)                                              | Waldhyazinthen (Platanthera) oder Kuckucksblumen-Vorkommen, Flächenstreifen von etwa 0,15 Hektar | B-Nr. 74/89    | DD225101  |